# 蓬莱海防遗址
蓬莱海防遗址，位于山东省蓬莱市刘家沟镇、新港街道、蓬莱阁街道、北沟镇。是入中华人民共和国山东省省级文物保护单位之一。
2013年，列入第四批山东省文物保护单位，该文物保护单位是一座古遗址。